# پریادارشان
پریادارشان (به انگلیسی: Priyadarshan) (زاده ۳۰ ژانویهٔ ۱۹۵۲) کارگردان هندی است.
از فیلم‌های معروف او می‌توان به کارگردانی در فیلم عشق و جنون اشاره کرد.

## فیلم‌شناسی
فهرست برخی از فیلم‌هایی که پریادارشان در آنها به کارگردانی پرداخته‌است:
- ادویه تند
- عشق و جنون
- بی‌سروصدا
- بیلوی آرایشگر
- هزارتو
- ترش و شیرین
- جنجال
- خشم
- بدو بدو
- ستیز
- ضربه چپ و راست
- کلک
- گاهی نه گاهی
- گردش
- وراثت
- طبل
- کانچیوارام
- دهاتی‌های خوش‌شانس
- قفل زینتی
- پدر جان اول شما
- آبهیمانیو
- رویاهای هفت رنگ
- دوست
- هنگامه
- هنگامه ۲
- اینجا خانه شماست، این خانه من است
- خیلی خیلی دور
- چاندرا لکها
- برای ازدواج آماده شوید
- به آرامی، به آرامی
- موسیقی راک
- نادوگانگی
- خدا را شکر